# Plec

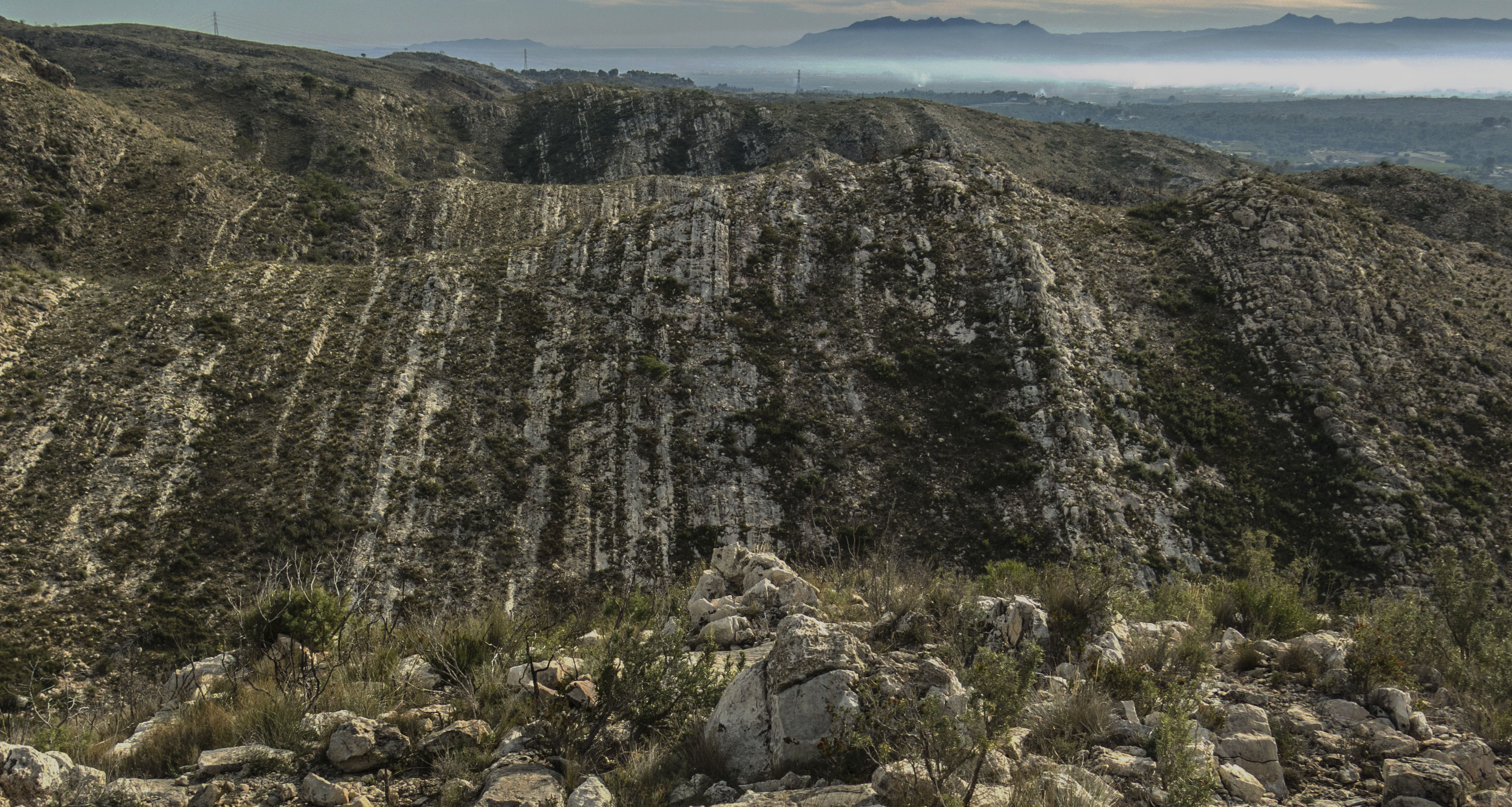
Plec a la Ribera Alta

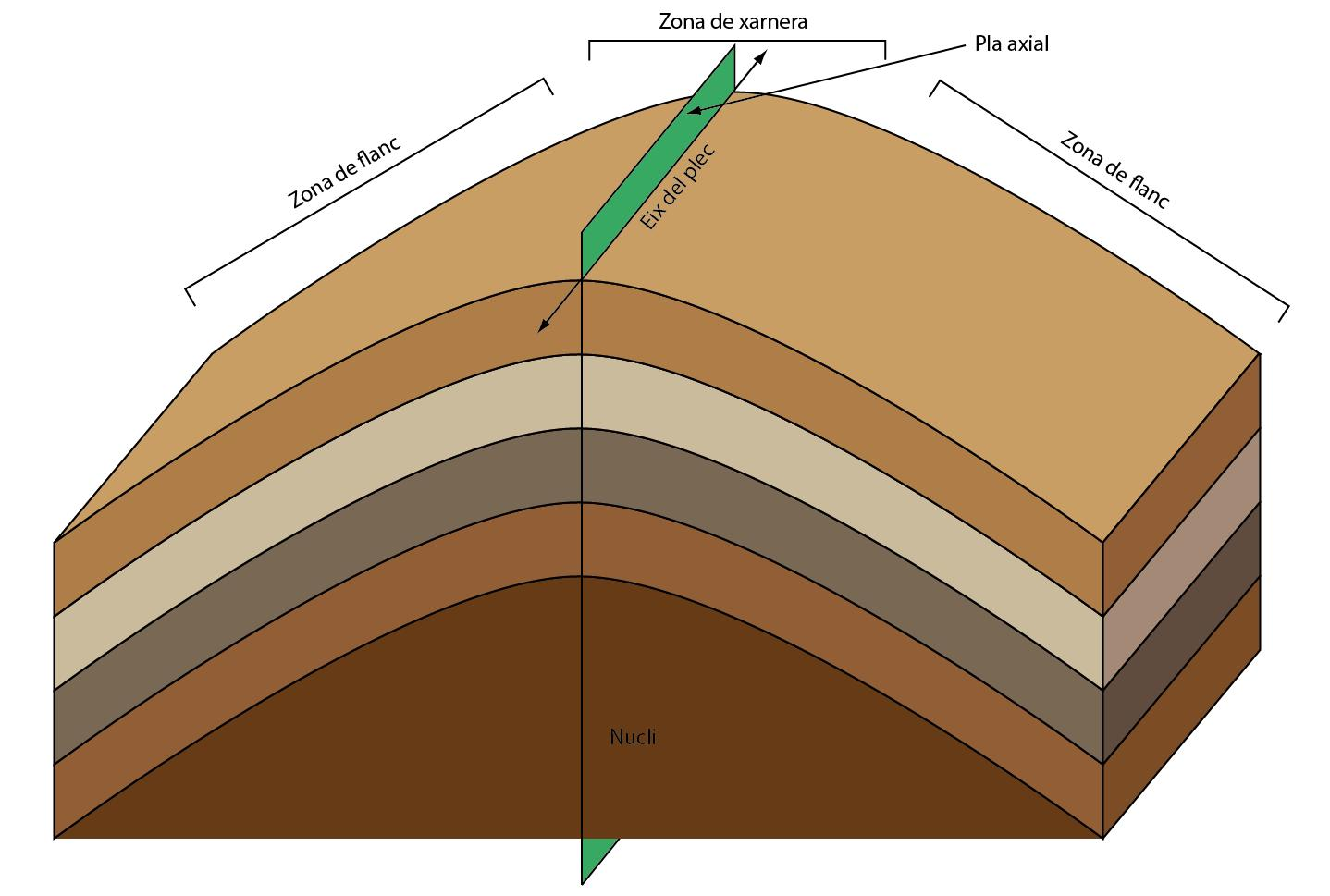
Diagrama d'un plec anticlinal amb les principals parts

Els plecs o plegaments en la geologia són deformacions que s'originen en les roques de naturalesa plàstica en ser sotmeses a esforços de compressió.
Els plecs es produeixen generalment quan una pila de superfícies originalment planes de sediments són doblats o corbats com a resultat de la deformació geològica abans que sigui litificada.
Els plecs s'originen per esforços de compressió sobre les roques que no arriben a trencar-les; en canvi quan sí que ho fan, es formen les falles geològiques. Generalment els conjunts de grans plecs s'ubiquen a les vores de les plaques tectòniques i estan sotmeses a dos tipus de forces: laterals, originades per la mateixa interacció de les plaques (convergència) i forces verticals, que són el resultat de l'aixecament pel fenomen de la subducció al llarg d'una zona de subducció més o menys ampla i allargada on s'aixequen les serralades o relleus de plegament.
Els plecs en les roques varien en grandària des d'arrugues microscòpiques a plecs de la mida de muntanyes. Es produeixen per separat com plecs aïllats i en extensovb s trens de plegat de diferents mides i en una varietat d'escales.
Els plecs es formen sota condicions variades d'estrès, pressió hidroestàtica, de pressió de porus i de gradient de temperatura, com ho demostra la seva presència en suaus sediments, tot l'espectre de roques metamòrfiques, i fins i tot en estructures de flux primari en algunes roques ígnies.
Un conjunt de plecs distribuïts a escala regional constitueix un faixa plegada, una característica comuna de zones orogèniques. Els plecs es formen comunament per l'escurçament de les capes existents, però també es poden formar com a resultat del desplaçament en una falla no-planar (pec per falla corbada), a la punta d'una falla que es propaga (plec de propagació de falles), per diferència de compactació o a causa dels efectes d'un alt nivell d'intrusió ígnia, per exemple, per sobre d'un lacòlit.
Les roques poden experimentar tres tipus de deformacions:
- Elàstiques: són deformacions reversibles en què, quan s'atura la força, el material recupera la forma inicial. Els terratrèmols produeixen aquest tipus de deformacions a les roques quan vibren per l'acció de les ones sísmiques.
- Plàstiques: són deformacions irreversibles que experimenten les roques com a conseqüència d'estar sotmeses a intenses forces de compressió al llarg de milions d'anys.
- Fràgils: són deformacions irreversibles que tenen lloc quan els materials són rígids i els esforços als quals estan sotmesos, siguin de compressió o distensió, superen la seva capacitat de deformar-se de forma elàstica o plàstica. En aquests casos les roques es fracturen.

## Parts
Un plec està format per:
- Pla axial: és el pla que uneix totes les xarneres. Divideix el plec en dues parts o flancs. És el que determina el capbussament o angle d'inclinació del plec.
- Eix del plec: és la línia d'intersecció del pla axial amb la xarnera del plec.
- Nucli del plec: és la zona més interna i central del plec.
- Xarnera: és la zona de màxima curvatura.
- Flanc: zones laterals de cada plec, situades a banda i banda de la xarnera.
- Capbussament: és l'angle que forma el flanc amb l'horitzontal del sòl.

## Tipologies
Segons l'edat relativa dels materials.
- Anticlinal: les capes més antigues se situen en el nucli i les més modernes envolten la resta. S'identifiquen amb facilitat perquè sovint tenen forma d'A.
- Sinclinal: les capes més modernes se situen en el nucli del plec i les més antigues envolten la resta. S'identifiquen perquè sovint solen ser en forma de vall o de V.

Segons el sentit de la curvatura:
- Antiforme: el plec és convex cap amunt, tot plec antiforme de primera generació és un anticlinal.
- Sinforme: el plec és còncau cap amunt o convex cap avall, tot plec sinforme de primera generació és un sinclinal.

Segons la posició del pla axial.
- Recte: el pla axial és perpendicular a la superfície terrestre.
- Inclinat: el pla axial està inclinat.
- Ajagut: el pla axial és paral·lel a la superfície terrestre.
- Invertit: el pla axial ha girat més de 90°.

Segons l'obertura entre els flancs:
- Suau: els flancs formen un angle obtús.
- Obert: els flancs formen un angle agut.
- Estret-tancat
- Isoclinal: els seus flancs són paral·lels.